# Sexmo de Hontalbilla

Mapa de los municipios que componen la Comunidad de Villa y Tierra de Cuéllar. El sexmo de Hontablilla aparece coloreado en verde.

El Sexmo de Hontalbilla es uno de los seis sexmos en que se divide la Comunidad de Villa y Tierra de Cuéllar, circunscrita en su mayor parte a la provincia de Segovia, a excepción de algunas localidades de los sexmos de Valcorba y Montemayor que pertenecen a la provincia de Valladolid en la actual comunidad autónoma de Castilla y León (España).
Se encontraba al este de la comunidad, y hoy día esta división histórica está integrada por las localidades de Hontalbilla, Lastras de Cuéllar, Adrados, Perosillo, Olombrada, Moraleja de Cuéllar, Fuentes de Cuéllar, Lovingos, Dehesa de Cuéllar, y Frumales, siendo la capital histórica del sexmo Hontalbilla, localidad que le da nombre. Además de estos núcleos de población, históricamente existieron otros, ya despoblados: Aldehuela de la Vega, Buengrado, Hontariego, Casasola, San Esteban del Monte, La Serreta, Sacedón, Santa Coloma, Nuestra Señora de Otero y San Miguel.